# Hippomedon coecus
Hippomedon coecus är en kräftdjursart som först beskrevs av Edward Morell Holmes 1908.  Hippomedon coecus ingår i släktet Hippomedon och familjen Lysianassidae. Inga underarter finns listade i Catalogue of Life.